# العمدة نجم الدين الظافر
قرية العمدة نجم الدين الظافر هي إحدى القرى التابعة لمركز سيدي براني في محافظة مطروح في جمهورية مصر العربية. حسب إحصاءات سنة 2018، بلغ إجمالي السكان في العمدة نجم الدين الظافر 1,997 نسمة، منهم 1,073 رجل و 924 امرأة.